# Anolis quimbaya
Anolis quimbaya — вид ящірок родини Dactyloidae. Описаний у 2023 році.

## Назва
Вид названо на честь доколумбового народу кімбая, які населяли Кордильєри, де цей вид в зараз поширений.

## Поширення
Ендемік Колумбії. Поширений у високогірних лісах у департаменті Антіокія. Трапляється у Кордильєрах на висоті 2350-3000 м над рівнем моря.